# Stojan Apostolov
Stojan Ivanov Apostolov (bulharsky Стоян Иванов Апостолов * 10. dubna 1946 Varna) je bývalý bulharský zápasník specializující se na zápas řecko-římský. Je dvojnásobný účastník olympijských her, v roce 1972 vybojoval v Mnichově v kategorii do 68 kg stříbrnou medaili. Ve stejné kategorii soutěžil také v roce 1968 v Mexiku, kde po dvou porážkách vypadl ve druhém kole. V roce 1970 a 1971 vybojoval 4. místo na mistrovství světa, stejného umístění dosáhl v roce 1972 mistrovství Evropy.